# Parco del Livignese
Il parco del Livignese è un'area naturale protetta della regione Lombardia, in corso di istituzione.
La zona interessata si trova nell'alta Valtellina, nei dintorni di Livigno, al confine con la Svizzera ed il Trentino-Alto Adige.
Avrà un'estensione di 14.038 ettari.
Insieme al parco regionale dell'Adamello, al parco naturale provinciale dell'Adamello-Brenta, al parco nazionale dello Stelvio ed al parco nazionale Svizzero costituirà la più vasta area protetta delle Alpi con un'estensione di circa 2.800 km².